# Lijst van burgemeesters van Amerongen
Dit is een lijst van burgemeesters van Amerongen in de Nederlandse provincie Utrecht. De gemeente Amerongen ging op 1 januari 2006 op in de nieuwe gemeente Utrechtse Heuvelrug. De lijst is incompleet. 
| Ambtsperiode | Naam burgemeester | Partij of stroming | Bijzonderheden |
| ------------ | --- | ------------------ | --- |
| ??           | ?? |                    | |
| 18?? - 1850  | Johannes Willem Antonie Immink (1800-1866)                                                                                           |                    | tevens tijdens (deel? van) die periode burgemeester van Leersum                                                                                                 |
| 1850 - 1852  | H. Vos |                    | tevens burgemeester van Leersum en Darthuizen |
| 1852 - 1855  | Eduard Alexander Sandbrink |                    | tevens burgemeester van Leersum en Darthuizen |
| 1855 - 1864  | Cornelis Farret |                    | tevens burgemeester van Leersum en Darthuizen (in 1857 opgegaan in Leersum), eerder burgemeester van Vinkeveen en Waverveen, later burgemeester van Stad Almelo |
| 1865 - 1867  | Dirk (D.) Fontein Fz. |                    | tevens burgemeester van Leersum |
| 1868 - 1874  | Theodoor Philip baron Mackay |                    | tevens burgemeester van Leersum, later burgemeester van Winterswijk                                                                                             |
| 1874 - 1877  | Corneille Jean Marie Dijkmans |                    | tevens burgemeester van Leersum |
| 1877 - 1913  | H. Spruyt |                    | tevens burgemeester van Leersum |
| 1913         | jhr. dr. Alfred Boreel |                    | later burgemeester van Bathmen |
| 1913 - 1921  | jhr. mr. Wouter Everard van Weede |                    | |
| 1921 - 1944  | Jhr. Hendrik (H.) van den Bosch |                    | vanaf 1913 al burgemeester van Leersum; per 7 juni 1944 door Duitse bezetter ontslagen. zoon Oscar is van 1962 tot 1979 burgemeester van Amerongen              |
| 1944         | G.G. van der Grift |                    | waarnemend, tevens waarnemend burgemeester van Leersum |
| 1944 - 1945  | F.M.P.C. de Boer |                    | eerst waarnemend, tevens (waarnemend) burgemeester van Leersum                                                                                                  |
| 1945 - 1946  | Jhr. H. van den Bosch |                    | terug na bezetting; tevens burgemeester van Leersum |
| 1946 - 1962  | W. Martens in 1961 tijdelijk vervangen door Guus (G.A.W.C.) baron van Hemert tot Dingshof en Jhr. mr. L.H.N.F.M. Bosch van Rosenthal |                    | tevens burgemeester van Leersum van 1946 tot 1964 |
| 1962 - 1979  | Jhr. mr. Oscar (O.R.) van den Bosch                                                                                                  | CHU / CDA          | Later burgemeesters van Heemstede Vader was ook burgemeester van Amerongen (1921-1944 & 1945-1946)                                                              |
| 1979 - 1995  | Henri (H.W.F.) Mumsen | CHU / CDA          | Eerder burgemeester van IJlst |
| 1995         | Mans (H.) Flik | PvdA               | waarnemend |
| 1996 - 2003  | Willy (W.C.) Doorn-van der Houwen | CDA                | |
| 2003 - 2006  | Ernst (E.H.) Haitsma | CDA                | waarnemend |